# Max Grünert
Pour les articles homonymes, voir Grünert.
Max Grünert, né le 13 octobre 1849 à Brüx (actuellement Most) en Bohême et mort le 10 février 1929 à Prague, est un philologue originaire de Bohême et professeur d'université à Prague et à Leipzig.

## Biographie
À partir de 1869, il étudie la philologie classique puis l'orientalisme à l'Université de Vienne. En 1874, il s'installe à l'Université de Leipzig pour des Études arabes avec Heinrich Leberecht Fleischer. En 1876, il obtient son doctorat à Leipzig. L'année suivante, il est privatdozent en langues sémitiques à l'Université Charles, devient en 1886 professeur associé et en 1892 y occupe une chaire universitaire. En 1910-11, il est recteur d'université. De 1921 à 1929, il est professeur honoraire à Prague.